# Tosana niwae
Tosana niwae è un pesce d'acqua salata appartenente alla famiglia Serranidae nonché unico esponente del genere Tosana.

## Distribuzione e habitat
Questa specie è diffusa nel Pacifico orientale, dal Mar del Giappone al Mar Cinese Meridionale.

## Descrizione
Raggiunge una lunghezza massima di 16 cm.